# Чемпіонство WWE серед жінок
Чемпіонство WWE серед жінок (англ. WWE Women's Championship), раніше Чемпіонство RAW серед жінок — титул федерації професійного реслінгу World Wrestling Entertainment (WWE). Був створений 3 квітня 2016 року та змінив титул Чемпіонки Дів WWE.

## Історія
3 квітня 2016, член залу слави Літа, з'явилася на пре-шоу WrestleMania 32, та презентувала новий титул, і наголосила що тепер реслерок будуть називати Суперзірками, а не як було до цього Дівами. Літа оголосила учасників матчу Потрійна загроза за новий титул, ними стали: Шарлотт, Беккі Лінч, Саша Бенкс. Титул виграла Шарлота.
25 липня 2016 року в Піттсбурзі, штат Пенсільванія, Саша Бенкс перемогла Шарлотт в епізоді Raw у боротьбі за титул WWE Women's Championship, ставши чинним чемпіоном та володарем титулу.
30 липня було оголошено про матч-реванш між Шарлотт та Сашею Бенкс за титул WWE Women's Championship, який було анонсовано на 21 серпня в епізоді SummerSlam. В Брукліні, Нью-Йорк, 21 серпня, в епізоді SummerSlam Шарлотт отримала перемогу над Бенкс в матчі за титул WWE Women's Championship, повернувши таким чином собі втрачений титул.
Після повторного поділу на бренди, за яким чемпіонка Шарлотт була обрана в результаті драфту на бренд  Raw, про що було оголошено на прем'єрному епізоді SmackDown 19 липня 2016 року, відповідно робить титул та чемпіонат WWE Women's Championship  виключно для бренду Raw. У відповідь, бренд SmackDown створив титул SmackDown Women's Championship. Титул WWE Women's Championship було перейменовано на WWE Raw Women's Championship для підкреслення його виключної належності до бренду Raw.
3 жовтня Саша Бенкс перемогла Шарлотт в головній події Raw в Лос-Анджелесі, Каліфорнія, ставши чинною чемпіонкою вдруге.
30 жовтня в першому в історії жіночому матчі Hell in a Cell та в першому в історії жіночому матчі WWE який був представлений як головна подія WWE pay-per-view, Шарлотт перемогла Бенкс, ставши чинним чемпіоном W8WE Raw Women's Championship.
В епізоді Raw, 28 листопада в місті Шарлотт, в матчі типу  Falls Count Anywhere, Саша Бенкс перемогла Шарлотт, ставши чинною та трьохразовою чемпіонкою WWE Raw Women's Championship.
18 грудня, в місті Піттсбурзі, Пенсільванія на події Roadblock: End of the Line в овертаймі 30-хвилинного Iron Man матчу Шарлотт перемогла Сашу Бенкс з рахунком 3-2, ставши тим самим володаркою титулу.
В епізоді Raw, 13 лютого в місті Лас-Вегас, Невада, Бейлі перемогла Шарлотт Флер ставши вперше чинною володаркою титулу WWE Raw Women's Championship.
30 квітня, на щорічному шоу Payback від програми бренду Raw, в матчі за титул чемпіонки WWE Raw Алекса Блісс перемогла поточну на той час володарку титулу Бейлі в її рідному місті Сан-Хосе, Каліфорнія, ставши відтоді чинною чемпіонкою та володаркою титулу.
8 серпня 2017 року, на цьогорічному pay-per-view шоу SummerSlam, яке відбулося в огрузі Бруклін, міста Нью-Йорк, в одиночному матчі за титул чемпіонки WWE Raw перемогу здобула Саша Бенкс здолавши підкоренням чинну на той час володарку титулу Алексу Блісс ставши тим самим чотириразовою володаркою титулу WWE Raw Women's Championship.
28 серпня 2017 року, в місті Мемфіс, штата Теннесі, в епізоді програми бренду Raw відбувся матч-реванш за титул WWE Raw Women's Championship в якому перемогу здобула Алекса Блісс здолавши Сашу Бенкс і ставши дворазовою володаркою титулу.
8 квітня 2018 року, на шоу Реслманія 34 в місті Новий Орлеан, штат Луїзіана в матчі за титул Жіночого чемпіона Raw WWE перемогу здобула Ная Джекс здолавши Алексу Блісс.
17 червня 2018 року, на щорічному шоу Money in the Bank відбувся матч за титул Чемпіона WWE бренду RAW між чинною чемпіонкою Джекс та претенденткою Роузі. Матч був перерваний атакою Алекси Блісс на чинну чемпіонку та претендентку. Таким чином, Блісс також кинула виклик на титул WWE RAW у поточному матчі, скориставшись своїм правом на це, яке вона здобула перемогою у жіночому матчі Гроші в Банку який відбувся раніше того ж самого вечора. Зрештою, Блісс використала свій фінішер Twisted Bliss на Джекс, що призвело до її перемоги та зробило її триразовою володаркою цього титулу.
19 серпня 2018 року, на черговому щорічному шоу SummerSlam яке відбулося на Барклайс-центр в окрузі Бруклін міста Нью-Йорк, в матчі за титул чемпіонки WWE бренду RAW перемогу підкоренням здобула Ронда Роузі.
7 квітня, 2019 року на шоу Реслманія 35 Беккі Лінч перемогла Ронда Роузі та Шарлотт Флер, ставши новою чемпіонкою RAW та новою Чемпіон WWE SmackDown серед жінок. На шоу Money In The Bank, яке пройде 19 травня, 2019 вона захищатиме обидва титули.
Поточна чемпіонка — Тіффані Страттон, що перемогла Наю Джакс у епізоді SmackDown за 3 січня 2025 року, використавши свій контракт Money in the Bank.